# Грызловский сельсовет
Гры́зловский сельсовет — сельское поселение в Долгоруковском районе Липецкой области.
Административный центр — село Грызлово.

## География
Грызловский сельсовет находится в северной части района. Граничит на востоке со Свишенским и Стегаловским, на юго-востоке с Долгоруковским, на юге с Дубовецким, на западе с Вязовицким и Войсково-Казинским сельскими поселениями Долгоруковского района, на севере с Елецким районом, на северо-западе с Измалковским районом.
На территории поселения протекают реки Свишня и Сосна, несколько небольших ручьёв.

## Население
| 2010 | 2012  | 2013  | 2014  | 2015  | 2016 | 2017  |
| ---- | ----- | ----- | ----- | ----- | ---- | ----- |
| 1087 | ↘1055 | ↘1024 | ↗1026 | ↘1010 | ↘997 | ↗1004 |
| 2018 | 2021  |       |       |       |      |       |
| ↘936 | ↘850  |       |       |       |      |       |

## Состав сельского поселения
| №  | Населённый пункт | Тип населённого пункта       | Население |
| -- | ---------------- | ---------------------------- | --------- |
| 1  | Выголка          | деревня                      | 22        |
| 2  | Грызлово         | село, административный центр | 357       |
| 3  | Ермолово         | деревня                      | 37        |
| 4  | Котово           | деревня                      | 30        |
| 5  | Маховщина        | деревня                      | 14        |
| 6  | Набережная 1-я   | деревня                      | 32        |
| 7  | Набережная 2-я   | деревня                      | 30        |
| 8  | Рог              | деревня                      | 107       |
| 9  | Стрелец          | село                         | →423      |
| 10 | Хитрово          | деревня                      | 35        |

## Культура и образование
- Центр культуры и досуга (Дом культуры), библиотека
- Народный Музей в селе Стрелец
- Средняя школа в селе Стрелец
- Детский сад в Грызлово

## Инфраструктура
- Отделения почтовой связи в Грызлово и Стрельце
- Офис обслуживания Сбербанк России

## Медицина и социальное обслуживание
- Фельдшерско-акушерские пункты в Грызлово, Стрельце и Набережной.

## Экономика
- ООО АФ «Свишенская»
- Сеть продовольственных магазинов

## Транспорт
Поселение связано автомобильным шоссе с райцентром Долгоруково, сёлами Войсковая Казинка и Свишни, развита сеть местных дорог с асфальтобетонным и щебневым покрытием.

## Достопримечательности
- Церковь Архангела Михаила 1816 года в селе Стрелец
- Церковь Богоявления Господня 1836 года в Грызлово